# Interlands voetbalelftal van de Duitse Democratische Republiek 1960-1969
Deze pagina toont een chronologisch en gedetailleerd overzicht van de interlands die het voetbalelftal van de Duitse Democratische Republiek heeft gespeeld in de periode 1960 – 1969.

## Interlands

### 1960
|                                                   |                                     |       |     |                                                                                              |
| 10 juli Vriendschappelijk № 29 «onderlinge duels» | Bulgarije                           | 2 – 0 | DDR | Vasil Levski Nationaal Stadion, Sofia Toeschouwers: 40.000 Scheidsrechter: Josef Stoll (AUT) |
| 10 juli Vriendschappelijk № 29 «onderlinge duels» | Hristo Iliev 14' Dimitr Yakimov 21' |       |     | Vasil Levski Nationaal Stadion, Sofia Toeschouwers: 40.000 Scheidsrechter: Josef Stoll (AUT) |

|                                                                         |     |                       |             |                                                                                |
| 17 augustus Vriendschappelijk № 30 «onderlinge duels» 17:30 uur (UTC+1) | DDR | 0 – 1                 | Sovjet-Unie | Zentralstadion, Leipzig Toeschouwers: 70.000 Scheidsrechter: Josef Stoll (AUT) |
| 17 augustus Vriendschappelijk № 30 «onderlinge duels» 17:30 uur (UTC+1) |     | 75' Viktor Ponedelnik |             | Zentralstadion, Leipzig Toeschouwers: 70.000 Scheidsrechter: Josef Stoll (AUT) |

|                                                                        |                                                                                              |       |                    |                                                                                 |
| 30 oktober Vriendschappelijk № 31 «onderlinge duels» 14:00 uur (UTC+1) | DDR                                                                                          | 5 – 1 | Finland            | Ostseestadion, Rostock Toeschouwers: 15.000 Scheidsrechter: Tage Sørensen (DEN) |
| 30 oktober Vriendschappelijk № 31 «onderlinge duels» 14:00 uur (UTC+1) | Jürgen Nöldner 28', 76' Dieter Erler 32' Peter Ducke 33' Werner Heine 52' Jürgen Nöldner 76' |       | 86' Aulis Rytkönen | Ostseestadion, Rostock Toeschouwers: 15.000 Scheidsrechter: Tage Sørensen (DEN) |

|                                                      |         |                                                       |     |                                                                                    |
| 4 december Vriendschappelijk № 32 «onderlinge duels» | Tunesië | 0 – 3                                                 | DDR | Stade Géo André, Tunis Toeschouwers: 10.000 Scheidsrechter: Gennaro Marchese (ITA) |
| 4 december Vriendschappelijk № 32 «onderlinge duels» |         | 25' Jürgen Nöldner 53' Helmut Müller 69' Lothar Meyer |     | Stade Géo André, Tunis Toeschouwers: 10.000 Scheidsrechter: Gennaro Marchese (ITA) |

|                                                       |         |       |                                                   |                                                                                      |
| 11 december Vriendschappelijk № 33 «onderlinge duels» | Marokko | 2 – 3 | DDR                                               | Stade d'Honneur, Casablanca Toeschouwers: 20.000 Scheidsrechter: José Barberan (FRA) |
| 11 december Vriendschappelijk № 33 «onderlinge duels» | ?       |       | 5' Lothar Meyer 42' Peter Ducke 70' Helmut Müller | Stade d'Honneur, Casablanca Toeschouwers: 20.000 Scheidsrechter: José Barberan (FRA) |

### 1961
|                                                                         |                                     |       |     |                                                                               |
| 16 april WK 1962 kwalificatie № 34 «onderlinge duels» 16:30 uur (UTC+1) | Hongarije                           | 2 – 0 | DDR | Megyeri út, Boedapest Toeschouwers: 26.590 Scheidsrechter: Yordan Takov (BUL) |
| 16 april WK 1962 kwalificatie № 34 «onderlinge duels» 16:30 uur (UTC+1) | Flórián Albert 12' János Göröcs 52' |       |     | Megyeri út, Boedapest Toeschouwers: 26.590 Scheidsrechter: Yordan Takov (BUL) |

|                                                                       |                  |       |                |                                                                                            |
| 14 mei WK 1962 kwalificatie № 35 «onderlinge duels» 16:00 uur (UTC+1) | DDR              | 1 – 1 | Nederland      | Zentralstadion, Leipzig Toeschouwers: 60.000 Scheidsrechter: Carl Frederik Jørgensen (DEN) |
| 14 mei WK 1962 kwalificatie № 35 «onderlinge duels» 16:00 uur (UTC+1) | Dieter Erler 79' |       | 63' Henk Groot | Zentralstadion, Leipzig Toeschouwers: 60.000 Scheidsrechter: Carl Frederik Jørgensen (DEN) |

|                                                                    |                |       |                        |                                                                                             |
| 28 mei Vriendschappelijk № 36 «onderlinge duels» 13:30 uur (UTC+1) | Denemarken     | 1 – 1 | DDR                    | Københavns Idrætspark, Kopenhagen Toeschouwers: 36.700 Scheidsrechter: Leif Gulliksen (NOR) |
| 28 mei Vriendschappelijk № 36 «onderlinge duels» 13:30 uur (UTC+1) | Ole Madsen 44' |       | 3' Waldemar Mühlbächer | Københavns Idrætspark, Kopenhagen Toeschouwers: 36.700 Scheidsrechter: Leif Gulliksen (NOR) |

|                                                                     |                    |       |             |                                                                                                  |
| 21 juni Vriendschappelijk № 37 «onderlinge duels» 17:30 uur (UTC+1) | DDR                | 1 – 2 | Marokko     | Georgij-Dimitroff-Stadion, Erfurt Toeschouwers: 25.000 Scheidsrechter: Alfred Haberfellner (AUT) |
| 21 juni Vriendschappelijk № 37 «onderlinge duels» 17:30 uur (UTC+1) | Jürgen Nöldner 68' |       | 29' ? 80' ? | Georgij-Dimitroff-Stadion, Erfurt Toeschouwers: 25.000 Scheidsrechter: Alfred Haberfellner (AUT) |

|                                                                             |                                  |       |                                                     |                                                                                                |
| 10 september WK 1962 kwalificatie № 38 «onderlinge duels» 16:00 uur (UTC+1) | DDR                              | 2 – 3 | Hongarije                                           | Walter-Ulbricht-Stadion, Oost-Berlijn Toeschouwers: 25.000 Scheidsrechter: Ivan Lukyanov (URS) |
| 10 september WK 1962 kwalificatie № 38 «onderlinge duels» 16:00 uur (UTC+1) | Dieter Erler 53' Peter Ducke 87' |       | 43' Ernő Solymosi 75' Károly Sándor 78' Lajos Tichy | Walter-Ulbricht-Stadion, Oost-Berlijn Toeschouwers: 25.000 Scheidsrechter: Ivan Lukyanov (URS) |

|                                                                        |                                               |       |                  |                                                                                 |
| 22 oktober Vriendschappelijk № 39 «onderlinge duels» 12:00 uur (UTC+1) | Polen                                         | 3 – 1 | DDR              | Olympiastadion, Wrocław Toeschouwers: 20.000 Scheidsrechter: Andor Dorogi (HUN) |
| 22 oktober Vriendschappelijk № 39 «onderlinge duels» 12:00 uur (UTC+1) | Roman Lentner 70' Ernest Pohl 83' (pen.), 90' |       | 74' Dieter Erler | Olympiastadion, Wrocław Toeschouwers: 20.000 Scheidsrechter: Andor Dorogi (HUN) |

|                                                       |             |       |     |                                                                                      |
| 10 december Vriendschappelijk № 40 «onderlinge duels» | Marokko     | 2 – 0 | DDR | Stade d'Honneur, Casablanca Toeschouwers: 10.000 Scheidsrechter: José Barberan (FRA) |
| 10 december Vriendschappelijk № 40 «onderlinge duels» | ? 22' ? 82' |       |     | Stade d'Honneur, Casablanca Toeschouwers: 10.000 Scheidsrechter: José Barberan (FRA) |

### 1962
|                                                 |             |       |                  |                                                                                     |
| 3 mei Vriendschappelijk № 41 «onderlinge duels» | Sovjet-Unie | 2 – 1 | DDR              | Centraal Leninstadion, Moskou Toeschouwers: 70.000 Scheidsrechter: Gyula Gere (HUN) |
| 3 mei Vriendschappelijk № 41 «onderlinge duels» | ?           |       | 59' Dieter Erler | Centraal Leninstadion, Moskou Toeschouwers: 70.000 Scheidsrechter: Gyula Gere (HUN) |

|                                                                    |                                        |       |                  |                                                                                |
| 16 mei Vriendschappelijk № 42 «onderlinge duels» 17:00 uur (UTC+1) | Joegoslavië                            | 3 – 1 | DDR              | JNA Stadion, Belgrado Toeschouwers: 40.000 Scheidsrechter: Ferenc Virágh (HUN) |
| 16 mei Vriendschappelijk № 42 «onderlinge duels» 17:00 uur (UTC+1) | Milan Galić 54', 83' Josip Skoblar 65' |       | 69' Roland Ducke | JNA Stadion, Belgrado Toeschouwers: 40.000 Scheidsrechter: Ferenc Virágh (HUN) |

|                                                                    |                                                   |       |                           |                                                                                |
| 23 mei Vriendschappelijk № 43 «onderlinge duels» 17:15 uur (UTC+1) | DDR Günter Schröter 8', 56', 88' Roland Ducke 29' | 4 – 1 | Denemarken 20' Ole Madsen | Zentralstadion, Leipzig Toeschouwers: 30.000 Scheidsrechter: Józef Kowal (POL) |
| 23 mei Vriendschappelijk № 43 «onderlinge duels» 17:15 uur (UTC+1) |                                                   |       |                           | Zentralstadion, Leipzig Toeschouwers: 30.000 Scheidsrechter: Józef Kowal (POL) |

|                                                                          |                                       |       |                                        |                                                                                   |
| 16 september Vriendschappelijk № 44 «onderlinge duels» 15:30 uur (UTC+1) | DDR                                   | 2 – 2 | Joegoslavië                            | Zentralstadion, Leipzig Toeschouwers: 35.000 Scheidsrechter: Václav Korelus (TCH) |
| 16 september Vriendschappelijk № 44 «onderlinge duels» 15:30 uur (UTC+1) | Günther Wirth 45' Günter Schröter 52' |       | 20' Slaven Zambata 43' Dražan Jerković | Zentralstadion, Leipzig Toeschouwers: 35.000 Scheidsrechter: Václav Korelus (TCH) |

|                                                                        |                                                            |       |                     |                                                                                       |
| 14 oktober Vriendschappelijk № 45 «onderlinge duels» 14:00 uur (UTC+1) | DDR                                                        | 3 – 2 | Roemenië            | Heinz-Steyer-Stadion, Dresden Toeschouwers: 30.000 Scheidsrechter: Martin Macko (TCH) |
| 14 oktober Vriendschappelijk № 45 «onderlinge duels» 14:00 uur (UTC+1) | Günther Wirth 6' Günter Schröter 47' Rainer Nachtigall 65' |       | 52', 58' Emil Petru | Heinz-Steyer-Stadion, Dresden Toeschouwers: 30.000 Scheidsrechter: Martin Macko (TCH) |

|                                                                            |                                                |       |                                     |                                                                                                |
| 21 november EK 1964 kwalificatie № 46 «onderlinge duels» 14:00 uur (UTC+1) | DDR Dieter Erler 60' Kurt Liebrecht 80' (pen.) | 2 – 1 | Tsjecho-Slowakije 90' Rudolf Kučera | Walter-Ulbricht-Stadion, Oost-Berlijn Toeschouwers: 22.077 Scheidsrechter: Sergey Alimov (URS) |
| 21 november EK 1964 kwalificatie № 46 «onderlinge duels» 14:00 uur (UTC+1) |                                                |       |                                     | Walter-Ulbricht-Stadion, Oost-Berlijn Toeschouwers: 22.077 Scheidsrechter: Sergey Alimov (URS) |

|                                                      |              |       |                       |                                                                                                 |
| 9 december Vriendschappelijk № 47 «onderlinge duels» | Mali         | 1 – 2 | DDR                   | Stade Mamadou Konaté, Bamako Toeschouwers: 25.000 Scheidsrechter: Mamadou Mabel Ba Diarra (MLI) |
| 9 december Vriendschappelijk № 47 «onderlinge duels» | ? 61' (pen.) |       | 57', 85' Dieter Erler | Stade Mamadou Konaté, Bamako Toeschouwers: 25.000 Scheidsrechter: Mamadou Mabel Ba Diarra (MLI) |

|                                                       |             |       |                                             |                                                                                        |
| 16 december Vriendschappelijk № 48 «onderlinge duels» | Guinee      | 2 – 3 | DDR                                         | Stade du 28 Septembre, Conakry Toeschouwers: 7.000 Scheidsrechter: Sankou Aly (Guinee) |
| 16 december Vriendschappelijk № 48 «onderlinge duels» | ? 75' ? 84' |       | 12', 24' Henning Frenzel 36' Eberhard Vogel | Stade du 28 Septembre, Conakry Toeschouwers: 7.000 Scheidsrechter: Sankou Aly (Guinee) |

### 1963
|                                                                         |                                    |       |                     |                                                                                             |
| 31 maart EK 1964 kwalificatie № 49 «onderlinge duels» 14:00 uur (UTC+1) | Tsjecho-Slowakije Václav Mašek 66' | 1 – 1 | DDR 85' Peter Ducke | Stadion Československé Armády, Praag Toeschouwers: 19.504 Scheidsrechter: Gyula Balla (HUN) |
| 31 maart EK 1964 kwalificatie № 49 «onderlinge duels» 14:00 uur (UTC+1) |                                    |       |                     | Stadion Československé Armády, Praag Toeschouwers: 19.504 Scheidsrechter: Gyula Balla (HUN) |

|                                                                    |                                                       |       |                                    |                                                                                          |
| 12 mei Vriendschappelijk № 50 «onderlinge duels» 17:00 uur (UTC+2) | Roemenië                                              | 3 – 2 | DDR                                | Stadionul 23 August, Boekarest Toeschouwers: 40.000 Scheidsrechter: Branko Tešanić (YUG) |
| 12 mei Vriendschappelijk № 50 «onderlinge duels» 17:00 uur (UTC+2) | Ion Pîrcălab 39' Cornel Pavlovici 43' Iuliu Haidu 84' |       | 13' Peter Ducke 23' Jürgen Nöldner | Stadionul 23 August, Boekarest Toeschouwers: 40.000 Scheidsrechter: Branko Tešanić (YUG) |

|                                                                    |                 |       |                                   |                                                                                       |
| 2 juni Vriendschappelijk № 51 «onderlinge duels» 15:30 uur (UTC+1) | DDR             | 1 – 2 | Engeland                          | Zentralstadion, Leipzig Toeschouwers: 90.000 Scheidsrechter: Konstantin Zečević (YUG) |
| 2 juni Vriendschappelijk № 51 «onderlinge duels» 15:30 uur (UTC+1) | Peter Ducke 24' |       | 45' Roger Hunt 70' Bobby Charlton | Zentralstadion, Leipzig Toeschouwers: 90.000 Scheidsrechter: Konstantin Zečević (YUG) |

|                                                                         |                       |       |                        |                                                                                          |
| 4 september Vriendschappelijk № 52 «onderlinge duels» 17:00 uur (UTC+1) | DDR                   | 1 – 1 | Bulgarije              | Ernst Grubestadion, Maagdenburg Toeschouwers: 45.000 Scheidsrechter: Tage Sørensen (DEN) |
| 4 september Vriendschappelijk № 52 «onderlinge duels» 17:00 uur (UTC+1) | Rainer Nachtigall 44' |       | 29' Dinko Dermendzhiev | Ernst Grubestadion, Maagdenburg Toeschouwers: 45.000 Scheidsrechter: Tage Sørensen (DEN) |

|                                                                           |                    |       |                                  |                                                                                              |
| 19 oktober EK 1964 kwalificatie № 53 «onderlinge duels» 14:30 uur (UTC+1) | DDR                | 1 – 2 | Hongarije                        | Walter-Ulbricht-Stadion, Oost-Berlijn Toeschouwers: 33.383 Scheidsrechter: Pyotr Belov (URS) |
| 19 oktober EK 1964 kwalificatie № 53 «onderlinge duels» 14:30 uur (UTC+1) | Jürgen Nöldner 51' |       | 18' Ferenc Bene 88' Gyula Rákosi | Walter-Ulbricht-Stadion, Oost-Berlijn Toeschouwers: 33.383 Scheidsrechter: Pyotr Belov (URS) |

|                                                                           |                                                           |       |                                                    |                                                                                    |
| 3 november EK 1964 kwalificatie № 54 «onderlinge duels» 14:00 uur (UTC+1) | Hongarije                                                 | 3 – 3 | DDR                                                | Népstadion, Boedapest Toeschouwers: 35.382 Scheidsrechter: Borče Nedelkovski (YUG) |
| 3 november EK 1964 kwalificatie № 54 «onderlinge duels» 14:00 uur (UTC+1) | Ferenc Bene 7' Károly Sándor 17' Ernő Solymosi 51' (pen.) |       | 12' Werner Heine 26' Roland Ducke 81' Dieter Erler | Népstadion, Boedapest Toeschouwers: 35.382 Scheidsrechter: Borče Nedelkovski (YUG) |

|                                                       |       |       |                                                                                                 |                                                                                     |
| 17 december Vriendschappelijk № 55 «onderlinge duels» | Birma | 1 – 5 | DDR                                                                                             | Bogyoke Aung Sanstadion, Yangon Toeschouwers: 40.000 Scheidsrechter: Han Kyaw (BIR) |
| 17 december Vriendschappelijk № 55 «onderlinge duels» | ?     |       | 12' Gerd Backhaus 20' Hermann Stöcker 40' Heino Kleiminger 73' Gerhard Körner 80' Otto Fräßdorf | Bogyoke Aung Sanstadion, Yangon Toeschouwers: 40.000 Scheidsrechter: Han Kyaw (BIR) |

### 1964
|                                                      |        |        | |                                                                                |
| 12 januari Vriendschappelijk № 56 «onderlinge duels» | Ceylon | 1 – 12 | DDR | Sugathadasastadion, Colombo Toeschouwers: 28.000 Scheidsrechter: Mantare (SRI) |
| 12 januari Vriendschappelijk № 56 «onderlinge duels» | ?      |        | 1', 40', 62', 88' Heino Kleiminger 3', 61' Wolfgang Barthels 20', 47', 89' Hermann Stöcker 37' Jürgen Nöldner 42' Gerd Backhaus 79' Otto Fräßdorf | Sugathadasastadion, Colombo Toeschouwers: 28.000 Scheidsrechter: Mantare (SRI) |

|                                                       |       |       |     |                                                                                    |
| 23 februari Vriendschappelijk № 57 «onderlinge duels» | Ghana | 3 – 0 | DDR | Accra Sports Stadium, Accra Toeschouwers: 30.000 Scheidsrechter: Frank Mills (GHA) |
| 23 februari Vriendschappelijk № 57 «onderlinge duels» | ?     |       |     | Accra Sports Stadium, Accra Toeschouwers: 30.000 Scheidsrechter: Frank Mills (GHA) |

### 1965
|                                                                       |         |                                     |     |                                                                                              |
| 3 januari Vriendschappelijk № 58 «onderlinge duels» 21:30 uur (UTC−3) | Uruguay | 0 – 2                               | DDR | Estadio Centenario, Montevideo Toeschouwers: 52.000 Scheidsrechter: José María Codesal (URU) |
| 3 januari Vriendschappelijk № 58 «onderlinge duels» 21:30 uur (UTC−3) |         | 76' Henning Frenzel 88' Peter Ducke |     | Estadio Centenario, Montevideo Toeschouwers: 52.000 Scheidsrechter: José María Codesal (URU) |

|                                                                         |               |       |                    |                                                                                    |
| 25 april WK 1966 kwalificatie № 59 «onderlinge duels» 16:00 uur (UTC+1) | Oostenrijk    | 1 – 1 | DDR                | Praterstadion, Wenen Toeschouwers: 57.312 Scheidsrechter: Nicolae Mihăilescu (ROU) |
| 25 april WK 1966 kwalificatie № 59 «onderlinge duels» 16:00 uur (UTC+1) | Erich Hof 46' |       | 74' Jürgen Nöldner | Praterstadion, Wenen Toeschouwers: 57.312 Scheidsrechter: Nicolae Mihăilescu (ROU) |

|                                                                       |                    |       |                 |                                                                                   |
| 23 mei WK 1966 kwalificatie № 60 «onderlinge duels» 16:00 uur (UTC+1) | DDR                | 1 – 1 | Hongarije       | Zentralstadion, Leipzig Toeschouwers: 98.765 Scheidsrechter: Erik Johansson (SWE) |
| 23 mei WK 1966 kwalificatie № 60 «onderlinge duels» 16:00 uur (UTC+1) | Eberhard Vogel 17' |       | 28' Ferenc Bene | Zentralstadion, Leipzig Toeschouwers: 98.765 Scheidsrechter: Erik Johansson (SWE) |

|                                                                         |                                              |       |                                       |                                                                                     |
| 4 september Vriendschappelijk № 61 «onderlinge duels» 17:00 uur (UTC+2) | Bulgarije                                    | 3 – 2 | DDR                                   | Joeri Gagarinstadion, Varna Toeschouwers: 25.000 Scheidsrechter: Iosif Ritter (ROU) |
| 4 september Vriendschappelijk № 61 «onderlinge duels» 17:00 uur (UTC+2) | Nikola Kotkov 49', 57' (pen.) Todor Diev 65' |       | 33' Eberhard Vogel 42' Jürgen Nöldner | Joeri Gagarinstadion, Varna Toeschouwers: 25.000 Scheidsrechter: Iosif Ritter (ROU) |

|                                                                          |                                                   |       |                      |                                                                                     |
| 9 oktober WK 1966 kwalificatie № 62 «onderlinge duels» 15:00 uur (UTC+1) | Hongarije                                         | 3 – 2 | DDR                  | Népstadion, Boedapest Toeschouwers: 73.153 Scheidsrechter: Kestutis Andziulis (URS) |
| 9 oktober WK 1966 kwalificatie № 62 «onderlinge duels» 15:00 uur (UTC+1) | Gyula Rákosi 41' Dezső Novák 53' János Farkas 80' |       | 31', 71' Peter Ducke | Népstadion, Boedapest Toeschouwers: 73.153 Scheidsrechter: Kestutis Andziulis (URS) |

|                                                                           |                   |       |            |                                                                                 |
| 31 oktober WK 1966 kwalificatie № 63 «onderlinge duels» 14:00 uur (UTC+1) | DDR               | 1 – 0 | Oostenrijk | Zentralstadion, Leipzig Toeschouwers: 86.584 Scheidsrechter: Sam Carswell (NIR) |
| 31 oktober WK 1966 kwalificatie № 63 «onderlinge duels» 14:00 uur (UTC+1) | Jürgen Nöldner 1' |       |            | Zentralstadion, Leipzig Toeschouwers: 86.584 Scheidsrechter: Sam Carswell (NIR) |

### 1966
|                                                                      |                                                            |       |                  |                                                                                   |
| 27 april Vriendschappelijk № 64 «onderlinge duels» 17:00 uur (UTC+1) | DDR                                                        | 4 – 1 | Zweden           | Zentralstadion, Leipzig Toeschouwers: 45.000 Scheidsrechter: Lau van Ravens (NED) |
| 27 april Vriendschappelijk № 64 «onderlinge duels» 17:00 uur (UTC+1) | Roland Ducke 2' Jürgen Nöldner 8', 23' Henning Frenzel 57' |       | 43' Ove Kindvall | Zentralstadion, Leipzig Toeschouwers: 45.000 Scheidsrechter: Lau van Ravens (NED) |

|                                                                    |                                                                                                |       |       |                                                                                 |
| 2 juli Vriendschappelijk № 65 «onderlinge duels» 17:00 uur (UTC+1) | DDR                                                                                            | 5 – 2 | Chili | Zentralstadion, Leipzig Toeschouwers: 45.000 Scheidsrechter: Pehr Engblom (FIN) |
| 2 juli Vriendschappelijk № 65 «onderlinge duels» 17:00 uur (UTC+1) | Jürgen Nöldner 3' Henning Frenzel 44' Eberhard Vogel 72' Otto Fräßdorf 79' Manfred Geisler 86' |       | ?     | Zentralstadion, Leipzig Toeschouwers: 45.000 Scheidsrechter: Pehr Engblom (FIN) |

|                                                                         | |       |                               |                                                                                                 |
| 4 september Vriendschappelijk № 66 «onderlinge duels» 16:00 uur (UTC+1) | DDR                                                                                                  | 6 – 0 | Verenigde Arabische Republiek | Ernst-Thälmann-Stadion, Chemnitz Toeschouwers: 18.000 Scheidsrechter: Aleksandr Menshikov (URS) |
| 4 september Vriendschappelijk № 66 «onderlinge duels» 16:00 uur (UTC+1) | Herbert Pankau 9' Dieter Erler 15', 36' Eberhard Vogel 85' Harald Irmscher 86' Dieter Engelhardt 89' |       |                               | Ernst-Thälmann-Stadion, Chemnitz Toeschouwers: 18.000 Scheidsrechter: Aleksandr Menshikov (URS) |

|                                                                          |                                            |       |       |                                                                                           |
| 11 september Vriendschappelijk № 67 «onderlinge duels» 16:00 uur (UTC+1) | DDR                                        | 2 – 0 | Polen | Georgij-Dimitroff-Stadion, Erfurt Toeschouwers: 30.000 Scheidsrechter: Iosif Ritter (ROU) |
| 11 september Vriendschappelijk № 67 «onderlinge duels» 16:00 uur (UTC+1) | Dieter Erler 53' Gerhard Körner 71' (pen.) |       |       | Georgij-Dimitroff-Stadion, Erfurt Toeschouwers: 30.000 Scheidsrechter: Iosif Ritter (ROU) |

|                                                                          |                                        |       |          |                                                                                         |
| 21 september Vriendschappelijk № 68 «onderlinge duels» 15:30 uur (UTC+1) | DDR                                    | 2 – 0 | Roemenië | Stadion der Freundschaft, Gera Toeschouwers: 20.000 Scheidsrechter: Eric Jennings (ENG) |
| 21 september Vriendschappelijk № 68 «onderlinge duels» 15:30 uur (UTC+1) | Jürgen Nöldner 62' Henning Frenzel 89' |       |          | Stadion der Freundschaft, Gera Toeschouwers: 20.000 Scheidsrechter: Eric Jennings (ENG) |

|                                                                        |                                           |       |                                      |                                                                                         |
| 23 oktober Vriendschappelijk № 69 «onderlinge duels» 15:00 uur (UTC+3) | Sovjet-Unie                               | 2 – 2 | DDR                                  | Centraal Leninstadion, Moskou Toeschouwers: 40.000 Scheidsrechter: Taisto Enckell (FIN) |
| 23 oktober Vriendschappelijk № 69 «onderlinge duels» 15:00 uur (UTC+3) | Edoeard Streltsov 22' Igor Tsjislenko 52' |       | 22' Otto Fräßdorf 69' Jürgen Nöldner | Centraal Leninstadion, Moskou Toeschouwers: 40.000 Scheidsrechter: Taisto Enckell (FIN) |

### 1967
|                                                                        |                                                  |       |                                     |                                                                                      |
| 5 april EK 1968 kwalificatie № 70 «onderlinge duels» 17:00 uur (UTC+1) | DDR                                              | 4 – 3 | Nederland                           | Zentralstadion, Leipzig Toeschouwers: 30.207 Scheidsrechter: Hannes Sigurðsson (ISL) |
| 5 april EK 1968 kwalificatie № 70 «onderlinge duels» 17:00 uur (UTC+1) | Eberhard Vogel 50' Henning Frenzel 62', 78', 85' |       | 10' Jan Mulder 12', 65' Piet Keizer | Zentralstadion, Leipzig Toeschouwers: 30.207 Scheidsrechter: Hannes Sigurðsson (ISL) |

|                                                                    |        |                    |     |                                                                             |
| 17 mei Vriendschappelijk № 71 «onderlinge duels» 19:00 uur (UTC+1) | Zweden | 0 – 1              | DDR | Olympia, Helsingborg Toeschouwers: 7.129 Scheidsrechter: Frede Hansen (DEN) |
| 17 mei Vriendschappelijk № 71 «onderlinge duels» 19:00 uur (UTC+1) |        | 53' Jürgen Nöldner |     | Olympia, Helsingborg Toeschouwers: 7.129 Scheidsrechter: Frede Hansen (DEN) |

|                                                                       |                           |       |                 |                                                                                            |
| 4 juni EK 1968 kwalificatie № 72 «onderlinge duels» 13:30 uur (UTC+1) | Denemarken                | 1 – 1 | DDR             | Københavns Idrætspark, Kopenhagen Toeschouwers: 23.234 Scheidsrechter: Joseph Hannet (BEL) |
| 4 juni EK 1968 kwalificatie № 72 «onderlinge duels» 13:30 uur (UTC+1) | Kresten Bjerre 65' (pen.) |       | 5' Wolfram Löwe | Københavns Idrætspark, Kopenhagen Toeschouwers: 23.234 Scheidsrechter: Joseph Hannet (BEL) |

|                                                                             |                  |       |           |                                                                                      |
| 13 september EK 1968 kwalificatie № 73 «onderlinge duels» 20:15 uur (UTC+1) | DDR              | 1 – 0 | Nederland | Olympisch Stadion, Amsterdam Toeschouwers: 44.505 Scheidsrechter: Tiny Wharton (SCO) |
| 13 september EK 1968 kwalificatie № 73 «onderlinge duels» 20:15 uur (UTC+1) | Johan Cruijff 2' |       |           | Olympisch Stadion, Amsterdam Toeschouwers: 44.505 Scheidsrechter: Tiny Wharton (SCO) |

|                                                                             |                           |       |                     |                                                                                  |
| 27 september EK 1968 kwalificatie № 74 «onderlinge duels» 18:00 uur (UTC+1) | Hongarije                 | 3 – 1 | DDR                 | Népstadion, Boedapest Toeschouwers: 70.414 Scheidsrechter: Tofik Bakhramov (URS) |
| 27 september EK 1968 kwalificatie № 74 «onderlinge duels» 18:00 uur (UTC+1) | János Farkas 9', 48', 50' |       | 58' Henning Frenzel | Népstadion, Boedapest Toeschouwers: 70.414 Scheidsrechter: Tofik Bakhramov (URS) |

|                                                                           |                                                   |       |                                       |                                                                                     |
| 11 oktober EK 1968 kwalificatie № 75 «onderlinge duels» 17:00 uur (UTC+1) | DDR                                               | 3 – 2 | Denemarken                            | Zentralstadion, Leipzig Toeschouwers: 18.519 Scheidsrechter: Ryszard Banasiuk (POL) |
| 11 oktober EK 1968 kwalificatie № 75 «onderlinge duels» 17:00 uur (UTC+1) | Gerhard Körner 35' (pen.) Herbert Pankau 59', 73' |       | 25' Erik Dyreborg 38' Tom Søndergaard | Zentralstadion, Leipzig Toeschouwers: 18.519 Scheidsrechter: Ryszard Banasiuk (POL) |

|                                                                           |                     |       |           |                                                                                        |
| 29 oktober EK 1968 kwalificatie № 76 «onderlinge duels» 14:00 uur (UTC+1) | DDR                 | 1 – 0 | Hongarije | Zentralstadion, Leipzig Toeschouwers: 48.872 Scheidsrechter: Robert Héliès (Frankrijk) |
| 29 oktober EK 1968 kwalificatie № 76 «onderlinge duels» 14:00 uur (UTC+1) | Henning Frenzel 51' |       |           | Zentralstadion, Leipzig Toeschouwers: 48.872 Scheidsrechter: Robert Héliès (Frankrijk) |

|                                                                                                   |                          |       |          |                                                                                                 |
| 18 november Olympisch kwalificatietoernooi voetbal 1968 № 77 «onderlinge duels» 13:30 uur (UTC+1) | DDR                      | 1 – 0 | Roemenië | Walter-Ulbricht-Stadion, Oost-Berlijn Toeschouwers: 35.000 Scheidsrechter: Václav Davídek (TCH) |
| 18 november Olympisch kwalificatietoernooi voetbal 1968 № 77 «onderlinge duels» 13:30 uur (UTC+1) | Herbert Pankau 8' (pen.) |       |          | Walter-Ulbricht-Stadion, Oost-Berlijn Toeschouwers: 35.000 Scheidsrechter: Václav Davídek (TCH) |

|                                                                                                  |          |                    |     |                                                                                           |
| 6 december Olympisch kwalificatietoernooi voetbal 1968 № 78 «onderlinge duels» 13:30 uur (UTC+2) | Roemenië | 0 – 1              | DDR | Stadionul 23 August, Boekarest Toeschouwers: 50.000 Scheidsrechter: Leonard Eliński (POL) |
| 6 december Olympisch kwalificatietoernooi voetbal 1968 № 78 «onderlinge duels» 13:30 uur (UTC+2) |          | 8' Harald Irmscher |     | Stadionul 23 August, Boekarest Toeschouwers: 50.000 Scheidsrechter: Leonard Eliński (POL) |

### 1968
|                                                                               |                   |       |                                              |                                                                                                  |
| 2 februari Vriendschappelijk Santiago Tournament 1968 № 79 «onderlinge duels» | Tsjecho-Slowakije | 2 – 2 | DDR                                          | Estadio Nacional de Chile, Santiago Toeschouwers: 35.000 Scheidsrechter: Rafael Hormazábal (CHI) |
| 2 februari Vriendschappelijk Santiago Tournament 1968 № 79 «onderlinge duels» | ?                 |       | 22' Harald Irmscher 25' Hans-Jürgen Kreische | Estadio Nacional de Chile, Santiago Toeschouwers: 35.000 Scheidsrechter: Rafael Hormazábal (CHI) |

|                                                                        |                    |       |                  |                                                                                     |
| 20 oktober Vriendschappelijk № 80 «onderlinge duels» 12:00 uur (UTC+1) | Polen              | 1 – 1 | DDR              | Stadion Miejski, Szczecin Toeschouwers: 30.000 Scheidsrechter: Taisto Enckell (FIN) |
| 20 oktober Vriendschappelijk № 80 «onderlinge duels» 12:00 uur (UTC+1) | Robert Gadocha 12' |       | 49' Wolfram Löwe | Stadion Miejski, Szczecin Toeschouwers: 30.000 Scheidsrechter: Taisto Enckell (FIN) |

### 1969
|                                                                         |                                                 |       |                           |                                                                                                |
| 29 maart WK 1970 kwalificatie № 81 «onderlinge duels» 15:00 uur (UTC+1) | DDR Eberhard Vogel 26' Hans-Jürgen Kreische 75' | 2 – 2 | Italië 54', 82' Gigi Riva | Walter-Ulbricht-Stadion, Oost-Berlijn Toeschouwers: 52.117 Scheidsrechter: Einar Boström (SWE) |
| 29 maart WK 1970 kwalificatie № 81 «onderlinge duels» 15:00 uur (UTC+1) |                                                 |       |                           | Walter-Ulbricht-Stadion, Oost-Berlijn Toeschouwers: 52.117 Scheidsrechter: Einar Boström (SWE) |

|                                                                         |                                     |       |                        |                                                                                       |
| 16 april WK 1970 kwalificatie № 82 «onderlinge duels» 16:30 uur (UTC+1) | DDR Wolfram Löwe 31' Peter Rock 89' | 2 – 1 | Wales 57' John Toshack | Heinz-Steyer-Stadion, Dresden Toeschouwers: 38.198 Scheidsrechter: Franz Geluck (BEL) |
| 16 april WK 1970 kwalificatie № 82 «onderlinge duels» 16:30 uur (UTC+1) |                                     |       |                        | Heinz-Steyer-Stadion, Dresden Toeschouwers: 38.198 Scheidsrechter: Franz Geluck (BEL) |

|                                                                     |     |                 |       |                                                                                             |
| 22 juni Vriendschappelijk № 83 «onderlinge duels» 16:00 uur (UTC+1) | DDR | 0 – 1           | Chili | Ernst Grubestadion, Maagdenburg Toeschouwers: 20.000 Scheidsrechter: Karlo Kruashvili (URS) |
| 22 juni Vriendschappelijk № 83 «onderlinge duels» 16:00 uur (UTC+1) |     | Guillermo Yávar |       | Ernst Grubestadion, Maagdenburg Toeschouwers: 20.000 Scheidsrechter: Karlo Kruashvili (URS) |

|                                                                    |                                                                                            |       |                               |                                                                               |
| 9 juli Vriendschappelijk № 84 «onderlinge duels» 18:00 uur (UTC+1) | DDR                                                                                        | 7 – 0 | Verenigde Arabische Republiek | Ostseestadion, Rostock Toeschouwers: 8.000 Scheidsrechter: Franz Wöhrer (AUT) |
| 9 juli Vriendschappelijk № 84 «onderlinge duels» 18:00 uur (UTC+1) | Henning Frenzel 6', 32', 59' Eberhard Vogel 7' Jürgen Sparwasser 80', 82' Wolfram Löwe 84' |       |                               | Ostseestadion, Rostock Toeschouwers: 8.000 Scheidsrechter: Franz Wöhrer (AUT) |

|                                                                     |                                     |       |                                              |                                                                                    |
| 25 juli Vriendschappelijk № 85 «onderlinge duels» 21:00 uur (UTC+1) | DDR                                 | 2 – 2 | Sovjet-Unie                                  | Zentralstadion, Leipzig Toeschouwers: 90.000 Scheidsrechter: Gyula Emsberger (HUN) |
| 25 juli Vriendschappelijk № 85 «onderlinge duels» 21:00 uur (UTC+1) | Wolfram Löwe 7' Henning Frenzel 86' |       | 34' Anatoliy Puzach 59' Vitaliy Khmelnitskiy | Zentralstadion, Leipzig Toeschouwers: 90.000 Scheidsrechter: Gyula Emsberger (HUN) |

|                                                                           |                        |       |                                                             |                                                                              |
| 22 oktober WK 1970 kwalificatie № 86 «onderlinge duels» 19:30 uur (UTC+1) | Wales David Powell 82' | 1 – 3 | DDR 54' Eberhard Vogel 60' Wolfram Löwe 62' Henning Frenzel | Ninian Park, Cardiff Toeschouwers: 22.409 Scheidsrechter: Roger Machin (FRA) |
| 22 oktober WK 1970 kwalificatie № 86 «onderlinge duels» 19:30 uur (UTC+1) |                        |       |                                                             | Ninian Park, Cardiff Toeschouwers: 22.409 Scheidsrechter: Roger Machin (FRA) |

|                                                                            |                                                                  |       |     |                                                                                   |
| 22 november WK 1970 kwalificatie № 87 «onderlinge duels» 14:30 uur (UTC+1) | Italië Alessandro Mazzola 7' Angelo Domenghini 25' Gigi Riva 36' | 3 – 0 | DDR | Stadio San Paolo, Napels Toeschouwers: 84.293 Scheidsrechter: Paul Schiller (AUT) |
| 22 november WK 1970 kwalificatie № 87 «onderlinge duels» 14:30 uur (UTC+1) |                                                                  |       |     | Stadio San Paolo, Napels Toeschouwers: 84.293 Scheidsrechter: Paul Schiller (AUT) |

|                                                      |      |       |                    |                                                                                            |
| 8 december Vriendschappelijk № 88 «onderlinge duels» | Irak | 1 – 1 | DDR                | Al-shaabstadion, Bagdad Toeschouwers: 20.000 Scheidsrechter: Abdul Karim Saadi Salih (IRQ) |
| 8 december Vriendschappelijk № 88 «onderlinge duels» | ?    |       | 23' Gerhard Körner | Al-shaabstadion, Bagdad Toeschouwers: 20.000 Scheidsrechter: Abdul Karim Saadi Salih (IRQ) |

|                                                       |                               |       |                                                     |                                                                                 |
| 19 december Vriendschappelijk № 89 «onderlinge duels» | Verenigde Arabische Republiek | 1 – 3 | DDR                                                 | Cairostadion, Caïro Toeschouwers: 20.000 Scheidsrechter: Timoleon Latsios (GRE) |
| 19 december Vriendschappelijk № 89 «onderlinge duels» | ?                             |       | 35' Jürgen Sparwasser 60', 84' Hans-Jürgen Kreische | Cairostadion, Caïro Toeschouwers: 20.000 Scheidsrechter: Timoleon Latsios (GRE) |

UEFA: Albanië · België · Bulgarije · Cyprus · Denemarken · West-Duitsland · Duitse Democratische Republiek · Engeland · Finland · Frankrijk · Griekenland · Hongarije · Ierland · IJsland · Italië · Joegoslavië · Luxemburg · Malta · Nederland · Noord-Ierland · Noorwegen · Oostenrijk · Polen · Portugal · Roemenië · Schotland · Sovjet-Unie · Spanje · Tsjecho-Slowakije · Turkije · Wales · Zweden · Zwitserland

CAF: Madagaskar AFC: Israël

DFV · Kwalificatiewedstrijden · A-internationals · Bondscoaches · Statistieken · DDR vrouwenelftal · DDR U21 · DDR U20 ·  DDR U18 · DDR U16
1952 – 1959 · 
1960 – 1969 · 
1970 – 1979 · 
1980 – 1990
WK 1974
OS 1964 · 
OS 1972 · 
OS 1976 · 
OS 1980
1952 · 
1953 · 
1954 · 
1955 · 
1956 · 
1957 · 
1958 · 
1959 ·
1960 · 
1961 · 
1962 · 
1963 · 
1964 · 
1965 · 
1966 · 
1967 · 
1968 · 
1969 ·
1970 · 
1971 · 
1972 · 
1973 · 
1974 · 
1975 · 
1976 · 
1977 · 
1978 · 
1979 ·
1980 · 
1981 · 
1982 · 
1983 · 
1984 · 
1985 · 
1986 · 
1987 · 
1988 · 
1989 · 
1990
Albanië ·
Algerije ·
Argentinië ·
Australië ·
België ·
Bolivia ·
Brazilië ·
Bulgarije ·
Canada ·
Chili ·
Colombia ·
Cuba ·
Denemarken ·
Duitsland ·
Ecuador ·
Egypte ·
Engeland ·
Finland ·
Frankrijk ·
Ghana ·
Griekenland ·
Guinee ·
Hongarije ·
IJsland ·
Indonesië ·
Irak ·
Italië ·
Joegoslavië ·
Koeweit ·
Luxemburg ·
Mali ·
Malta ·
Marokko ·
Mexico ·
Myanmar ·
Nederland ·
Noorwegen ·
Oostenrijk ·
Polen ·
Portugal ·
Roemenië ·
Schotland ·
Sovjet-Unie ·
Spanje ·
Sri Lanka ·
Tsjecho-Slowakije ·
Tunesië ·
Turkije ·
Uruguay ·
Verenigde Staten ·
Wales ·
Zweden ·
Zwitserland